# 硅化铜
硅化铜（Cu5Si）又名硅化五铜，是一种铜的二元硅化合物，為一种金属互化物，这意味着它的性质介于离子化合物和合金之间。可以通过加热铜与硅的混合物得到。

## 物理性质
立方晶体，其中a = 0.6224 nm。不溶于水。

## 应用
硅化铜薄膜可用于钝化铜基芯片，抑制其扩散和电子迁移，及作为扩散阻挡层。
硅化铜也可用于工业上直接合成有机硅化合物。在反应中，硅化铜可以使氯代甲烷硅化。例如，可以制得工业上有用的二甲基二氯硅烷：
2 CH3Cl + Si → (CH3)2SiCl2